# Franz Anton von Kolowrat-Liebsteinsky

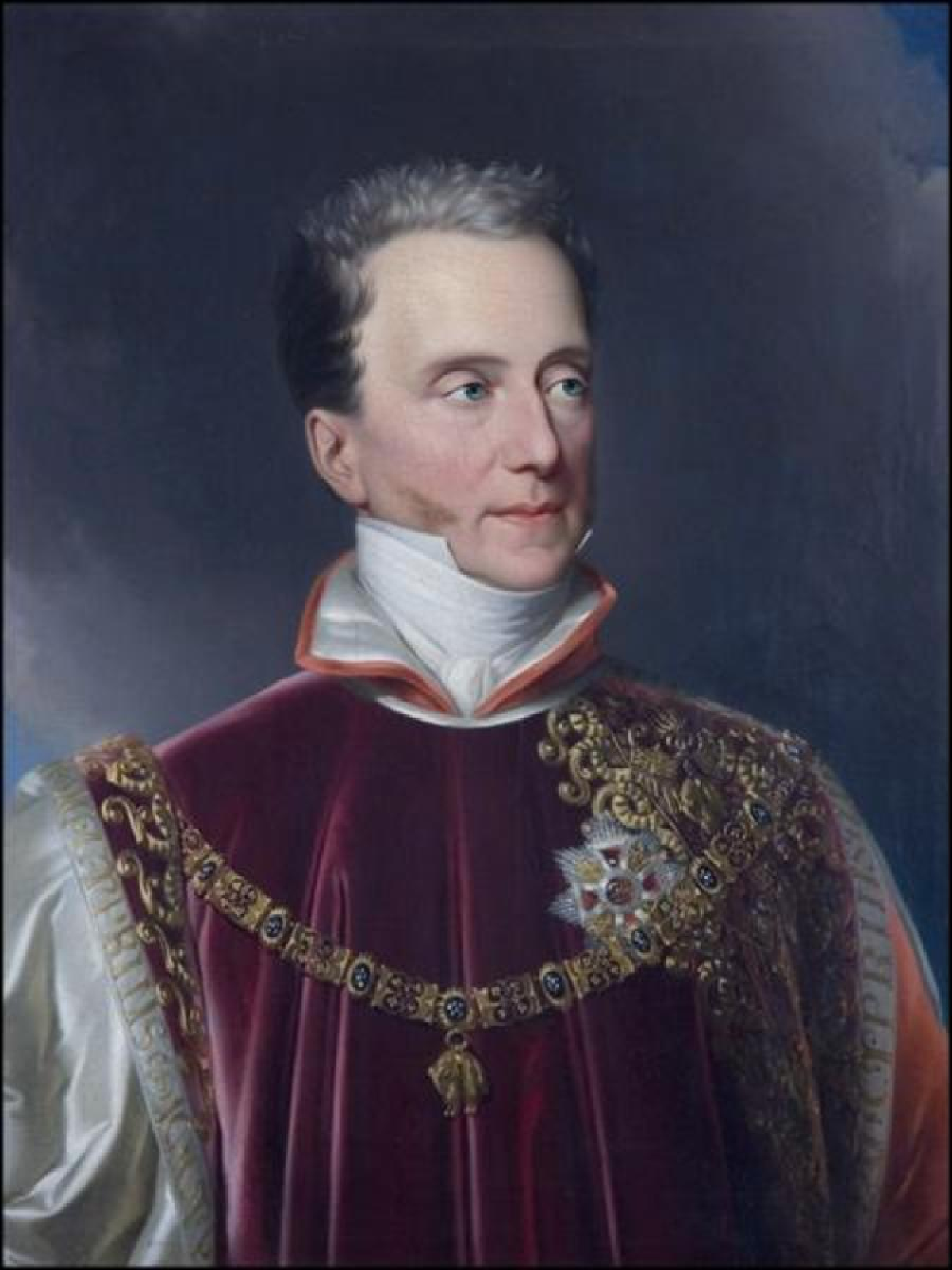
Johann Nepomuk Ender: Franz Anton von Kolowrat-Liebsteinsky, 1839

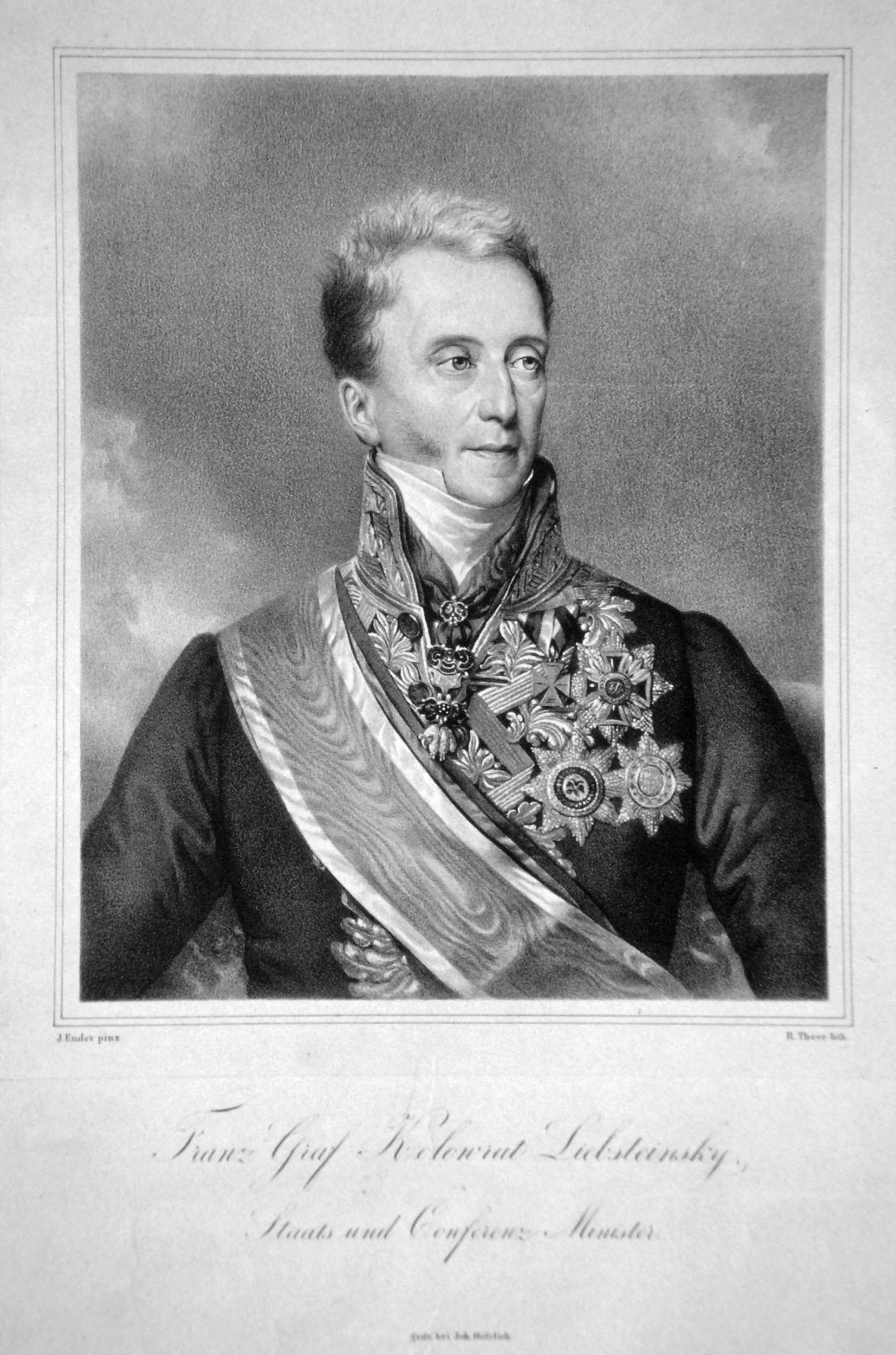
Franz Anton von Kolowrat-Liebsteinsky, Lithographie von Robert Theer nach Johann Nepomuk Ender.

Graf Franz Anton von Kolowrat-Liebsteinsky (tschechisch František Antonín Kolovrat-Libštejnský) (* 31. Jänner 1778 in Prag; † 4. April 1861 in Wien) war ein böhmischer Adeliger und österreichischer Staatsmann, der als gemäßigt Liberaler zum Gegenspieler von Fürst Metternich auf dem Wiener Kongress wurde, obwohl beide das österreichische Kaiserreich vertraten. Kolowrat war Mitglied des Regentschaftsrates für Kaiser Ferdinand I.

## Leben
Graf Franz Anton Kolowrat-Liebsteinsky entstammte dem böhmischen Adelsgeschlecht Kolowrat. Seine Eltern waren František Josef II. von Kolowrat-Liebsteinsky (* 17. Dezember 1747; † 28. September 1825) und dessen Ehefrau Kateřina Krakovská z Kolovrat (* 2. November 1748; † 16. Juni 1812).
Da er österreichischer Beamter aus Böhmen war, wurde er zum Oberstburggrafen von Prag ernannt. Dieses Amt entsprach dem Titel eines österreichischen Statthalters von Böhmen. Er war zeitlebens ein großer Bewunderer der böhmisch-tschechischen Kultur, deren Entfaltung er in den Jahren 1809 bis 1826 stark förderte. Auch das böhmische Nationalbestreben fand seine Zustimmung.
Als er 1826 von seinem Statthalterposten abkommandiert wurde, machte ihn Kaiser Franz I. zum Staatsminister. Er hatte somit weitgehend die innenpolitischen Geschicke Österreichs zu leiten. Vom 12. Dezember 1836 bis zur Märzrevolution am 13. März 1848 war er Mitglied der österreichischen Geheimen Staatskonferenz. Der als liberal geltende Politiker war für die Innenpolitik und für die Finanzen zuständig und war der Verwaltungs- und Finanzexperte schlechthin.
Als Kaiser Franz I. im Jahre 1835 verstarb, bestieg dessen geistig zurückgebliebener Sohn als Ferdinand I. den österreichischen Thron. Die Regentschaft wurde von der Geheimen Staatskonferenz ausgeübt, in der Staatskanzler Metternich und Staatsminister Kolowrat tonangebend waren. Doch die Differenzen zwischen den beiden brachten die Innenpolitik Österreichs weitgehend zum Erliegen. Dieser Stillstand war charakteristisch für die Epoche des Vormärz.
Als Folge der Märzrevolution 1848 musste der aufgrund seiner stoisch-konservativen Haltung verhasste Fürst Metternich zurücktreten. Es wurde ein Ministerrat gebildet, an dessen Spitze Kolowrat berufen wurde. Er war damit der erste konstitutionelle Ministerpräsident der österreichischen Monarchie. Dieses Amt bekleidete er aber nur vom 20. März bis zum 19. April des Jahres 1848. Danach zog er sich auf seinen Besitz Rychnov nad Kněžnou zurück.
Kolowrat war Präsident der königlich böhmischen Gesellschaft der Wissenschaften und Gründer des späteren Prager Nationalmuseums, dem er seine mineralogische Sammlung und Bibliothek schenkte.
Seine Ehe mit Maria Rosa Gräfin Kinsky von Wchinitz und Tettau (* 22. Mai 1780; † 16. März 1842) blieb ohne Nachkommen, sodass mit seinem Tod die Linie Kolowrat-Liebsteinsky ausstarb.
Der heutige Schubertring, Teil der Wiener Ringstraße, hieß 1862–1928 Kolowratring. Das Palais Kolowrat an der Schwarzenbergstraße wurde 1869 abgerissen.

## Träger der Orden
(Quelle:)
- Ritter des Ordens vom Goldenen Vlies
- Großkreuz des Leopold-Ordens
- Ritter des Ordens des Heiligen Andreas
- Ritter des Hausordens der Rautenkrone
- Ritter des Ordens der Heiligen Anna I. Klasse
- Ritter des Ordens des Heiligen Wladimir
- Ritter des Ordens vom Weißen Adler
- Ritter des Alexander-Newski-Ordens
- Großkreuz des Ordens des heiligen Johannes von Jerusalem